# Meppen, Emsland
Meppen là một thị xã ở huyện lỵ của huyện Emsland bang Niedersachsen, Đức, tại nơi hợp lưu của sông Ems, Hase, và Nordradde và kênh đào Dortmund-Ems. Thị xã nằm ở cửa sông Hase đổ vào sông Ems tại trung độ Emsland giữa các thành phố Lingen và Papenburg.

Thị xã có cự ly 20 km so với biên giới Hà Lan, diện tích 188.45 km² và nằm ở khu vực cao 15 m trên mực nước biển. Dân số cuối năm 2006 là 34.580 người.
Các khu phố của Meppen:
|  | 1. Altstadt Trung tâm lịch sử của Meppen với toà thị chỉnh lịch sử. 2. Esterfeld 3. Feldkamp 4. Kuhweide 5. Neustadt 6. Nödike 7. Schleusengruppe |

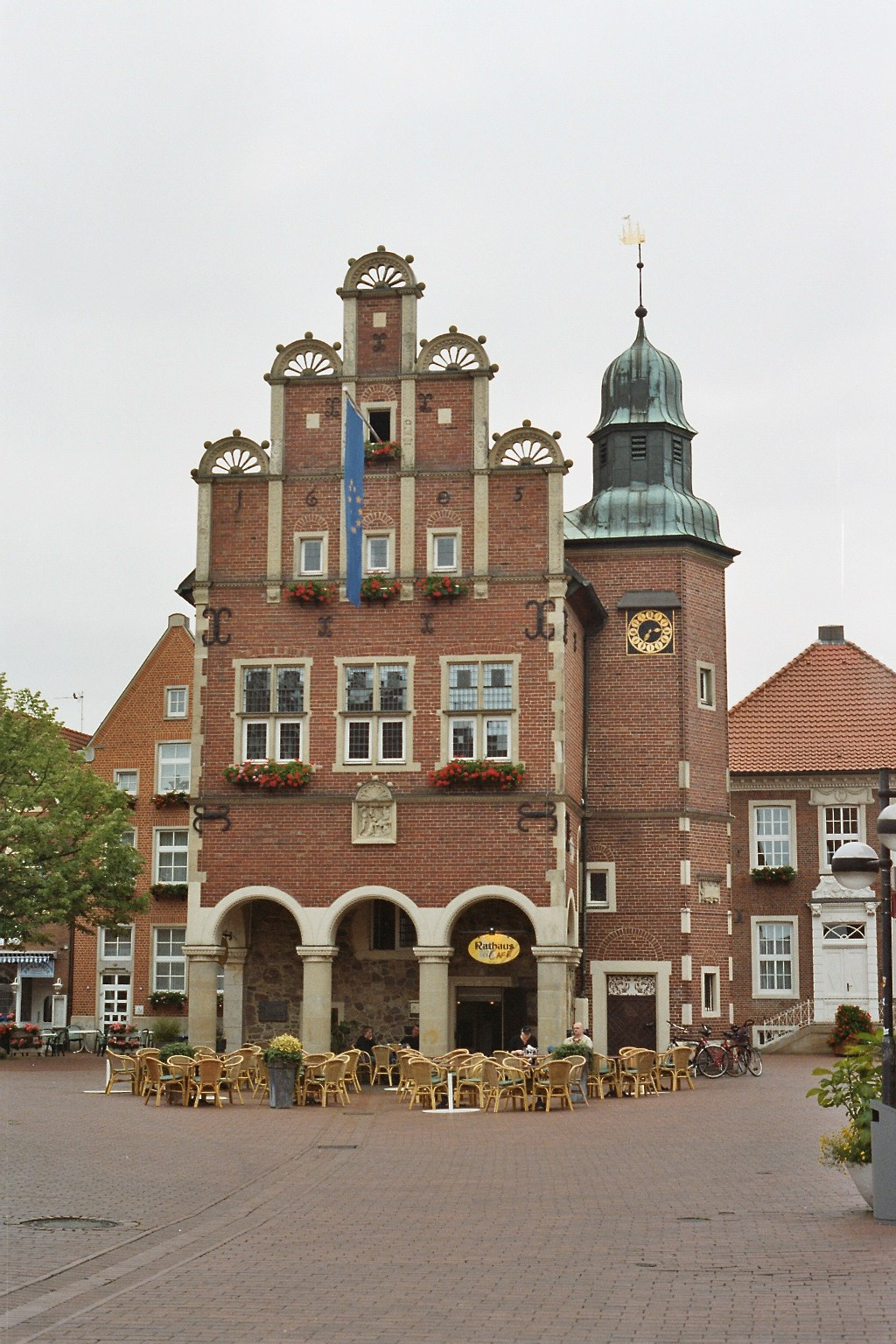
Tòa thị chính Meppen

Các làng thuộc Meppen:

| 1. Apeldorn 2. Bokeloh 3. Borken 4. Groß Fullen 5. Klein Fullen 6. Helte 7. Hemsen 8. Holthausen 9. Hüntel 10. Rühle 11. Schwefingen 12. Teglingen 13. Versen |